# Gyöngyházlepke
A gyöngyházlepke (Argynnis) a tarkalepkefélék (Nymphalidae) családjának egyik neme; a gyöngyházlepkék parafiletikus csoportjának tagja.

## Származása, elterjedése
Valamennyi faja a mérsékelt égövben él, de több faj a magas hegyekre, illetve az északi tájakra is felhatol. Amerika trópusi éghajlatú területein az Agraulis nem fajai helyettesítik.

## Jellemzői
Nevét onnan kapta, hogy szárnya fonákját gyöngyházfényű foltok vagy sávok díszítik. A szárny színének többnyire narancspiros alapját többféle fekete rajzolat fedi el. Legnagyobb gyöngyházlepkénk a Kárpát-medencében a nagy gyöngyházlepke (Argynnis paphia).
Grönlandban a sárgásvörös Argynnis chariciea Schneid. var. arctica Z. repül június végétől augusztus elejéig a nedves, napos domboldalakon és a lápos réteken.